# Theodor de Bry

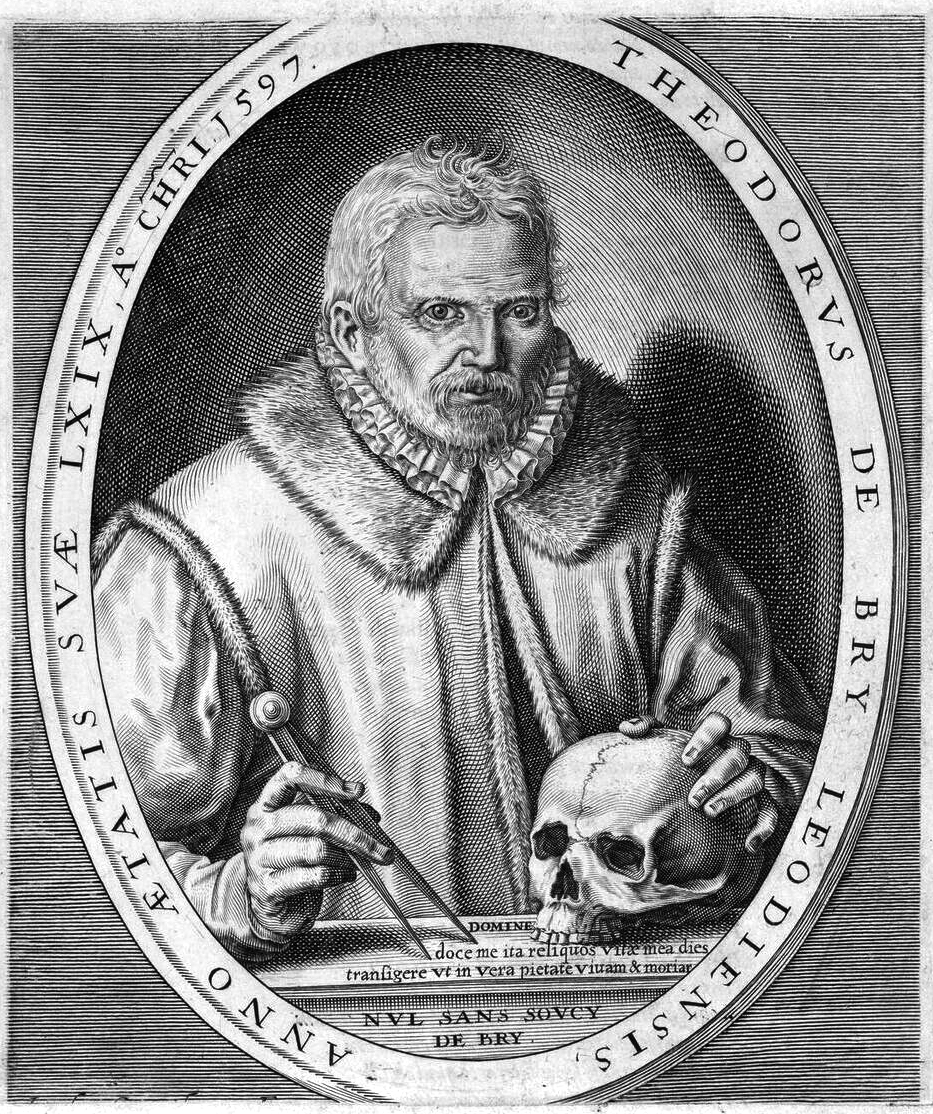
Theodor de Bry

Theodor de Bry oder Théodore de Bry, auch Dietrich de Bry, Johann Theodor de Bry, Theodoor de Bry und Dirk de Bry (* 1528 in Lüttich; † 27. März 1598 in Frankfurt am Main), war ein Goldschmied, Kupferstecher und Verleger aus dem Hochstift Lüttich und gehörte zu den Stammvätern der calvinistischen Künstlerfamilie de Bry.

## Leben

### Jugend in Lüttich und die Zeit in Straßburg
Theodor wurde 1528 als Sohn der wohlhabenden protestantischen Lütticher Familie de Bry in Lüttich geboren. Er lernte sehr wahrscheinlich bei seinem Vater Thiry de Bry „dem Jüngeren“ die Goldschmiedekunst und das Gravieren in Kupferplatten (Kupferstechen).
1560 finden wir Theodor de Bry in Straßburg, wo er eine Catherine Esslinger heiratete und seinen Hausstand gründete. Die Angaben für die Gründe des Wechsels von Lüttich nach Straßburg widersprechen sich. Ältere Quellen weisen darauf hin, dass um 1570 das katholische Spanien, das den südlichen Teil der Niederlande besetzt hielt, damit begann, die Protestanten zu verfolgen. Theodor de Bry wurde angeblich der Häresie beschuldigt, sein Besitz eingezogen und er aus seiner Heimat verbannt. Der Fakt, dass er bereits 10 Jahre zuvor in Straßburg ansässig war, macht eine Flucht vor dem Lütticher Bannspruch unrealistisch. Lüttich war zu jener Zeit als Hochstift Lüttich ein souveräner Ständestaat neben den Herzogtümern Brabant, Luxembourg und den anderen Spanischen Niederlanden. Die offizielle Religion war allerdings auch dort römisch-katholisch und es kann durchaus sein, dass der protestantische de Bry die Zukunftsaussichten skeptisch beurteilt hat. Das selbständige Straßburg jedenfalls war damals ebenfalls wohlhabend, aber dem Protestantismus zugewandt und hatte durch die vielen aufgenommenen Glaubensflüchtlinge einen bedeutenden künstlerischen Ruf erlangt: Sie machten aus Straßburg eine blühende Stadt der Goldschmiede- und Kupferstecherkunst (Gravur).

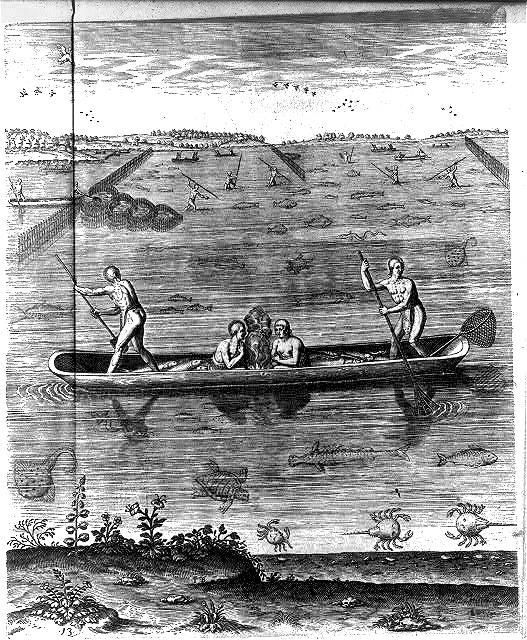
Amerikanische Ureinwohner mit Einbäumen beim Fischen in der englischen Kolonie Virginia. (Stich von Theodor de Bry 1585 nach einem Aquarell von John White)

### Die Zeit in Frankfurt
1578 schließlich ging Theodor de Bry mit seiner Familie nach Frankfurt am Main, gründete ein Kupferstecher- und Verlagsunternehmen und beantragte das Bürgerrecht.
Zwischen 1586 und 1588 hielt er sich eine Zeit lang in London auf, arbeitete mit dem Geographen Richard Hakluyt zusammen und begann Berichte und Illustrationen verschiedener europäischer Forschungsexpeditionen zu sammeln. Nach seiner Rückkehr 1589 arbeitete er seine Pläne für neue Publikationen mit seinen Söhnen aus.
Von 1590 bis 1634 gab die Familie von Theodor de Bry in Frankfurt zwei der bedeutendsten Reiseberichtsammlungen der Frühen Neuzeit heraus. Die West-Indischen Reisen (auch „Geschichte Amerikas“ genannt) und die Ost–Indischen Reisen. Die ganze Sammlung kam unter dem Titel „Collectiones peregrinationum in Indiam Orientalem et Indiam Occidentalem XXV partibus comprehensae; opus illustratum figuris aeneis Fratrum de Bry et Meriani“ heraus. Bei diesen sowie bei seinen anderen Arbeiten wurde de Bry von seinen beiden Söhnen Johann Theodor (1561–1623) und Johann Israel (1570–1611) unterstützt.
Im damaligen Propagandakrieg zwischen Katholiken und Protestanten stellte sich der Calvinist de Bry in den Dienst der Letzteren. Insbesondere das Wirken der katholischen Großmacht Spanien in der Neuen Welt stellte er in den düstersten Farben dar und trug damit auch zum Entstehen der Leyenda negra bei.
Theodor de Bry starb am 27. März 1598 im Alter von 70 Jahren. Seine Witwe Katharina de Bry und seine beiden Söhne Johann Theodor und Johann Israel führten sein Unternehmen weiter.

## Werke

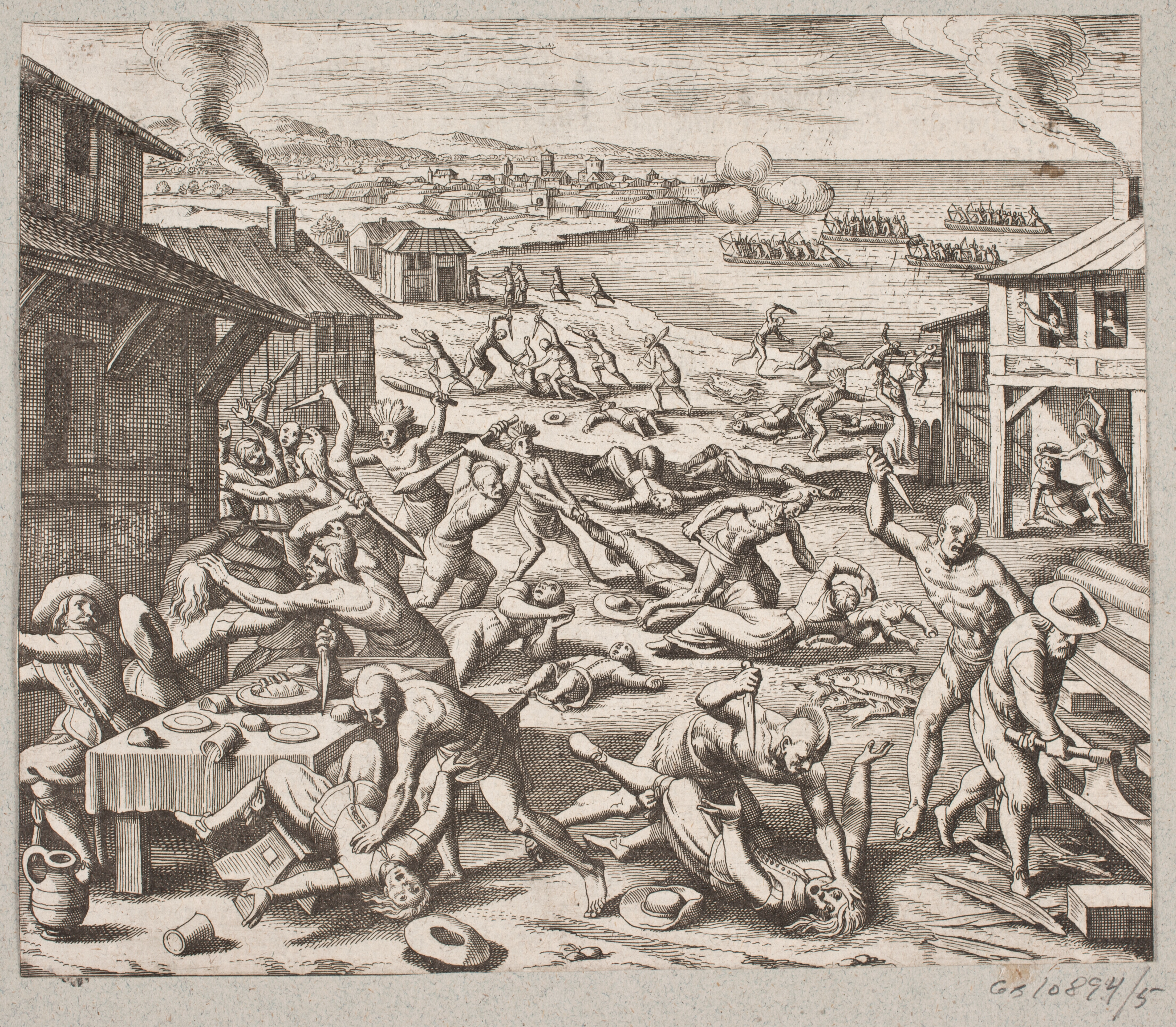
Darstellung des Jamestown-Massakers auf einem Holzschnitt von Matthäus Merian. De Bry 1628

Die von Theodor de Bry in Frankfurt herausgegebenen zwei Reiseberichtsammlungen zählen zu den bedeutendsten der Frühen Neuzeit und haben seinen Ruf für die Nachwelt begründet:
Er schuf 1594 die Ankunft von Kolumbus in der Neuen Welt. Die West-Indischen Reisen (hrsg. 1590–1618) berichteten von der Entdeckung und Eroberung Amerikas durch die Europäer, während die Ost-Indischen Reisen den Aufstieg Hollands zur Handelsmacht in Asien um 1600 mitverfolgten. Beide Serien erschienen deutsch und lateinisch, waren für ein europäisches Publikum bestimmt und reich mit Kupferstichen illustriert. 
Theodor de Bry konnte nur sechs Teile seines Gesamtwerkes herausgeben. Nach seinem Tod setzten seine Söhne Johann Theodor und Johann Israel, die ebenfalls als Kupferstecher arbeiteten, und anschließend Johann Theodors Schwiegersohn Matthäus Merian das Werk bis 1634 fort. Es enthielt am Ende 25 Teile und über 1500 Kupferstiche. Die Nachfolge der Brüder als Kupferstecher und Verleger trat Sebastian Furck an.
Mit ihrem global angelegten Verlagsprojekt entfalteten die de Bry eine Bilderwelt, die von den Wundern und Schrecken der neu entdeckten Welten ebenso geprägt wurde wie von den stereotypen Vorstellungen und bildnerischen Traditionen der Europäer in Bezug auf das Andere und Fremde. So entstand ein Bildarchiv, das bis heute aktiv genutzt wird und unsere Vorstellung von der frühen Kolonialgeschichte noch immer beeinflusst.
Darüber hinaus gab Theodor de Bry zusammen mit Jean Jacques Boissard (1528–1602) 100 Gelehrtenviten mit Kupferstichporträts heraus (1597–1598). Seine Söhne setzten das unter dem Namen Bibliotheca chalcographica bekannt gewordene Werk, das am Ende 438 Gelehrtenbildnisse umfasste, zusammen mit dem Frankfurter Literaten Johann Adam Lonicerus, einem Sohn von Adam Lonitzer, fort.

## Moderne Werkausgaben (Auswahl)
- Theodore de Bry: Das vierdte Buch von der neuwen Welt. Nach der Ausgabe von 1594. Harenberg, Dortmund (= Die bibliophilen Taschenbücher. Band 10).
- Michiel van Groesen, Larry E. Tise (Hrsg.): America. Taschen, Köln 2019, ISBN 978-3-83657709-0.
- Gerhard E. Sollbach (Hrsg.): Amerika 1590. Europas erste Bilder von der Neuen Welt. Der Virginia-Bericht Thomas Harriots mit Kupferstichen Theodor de Brys nach den Bildern John Whites. Phaidon, Kettwig 1992, ISBN 3-88851-154-2.